# Blässhuhn

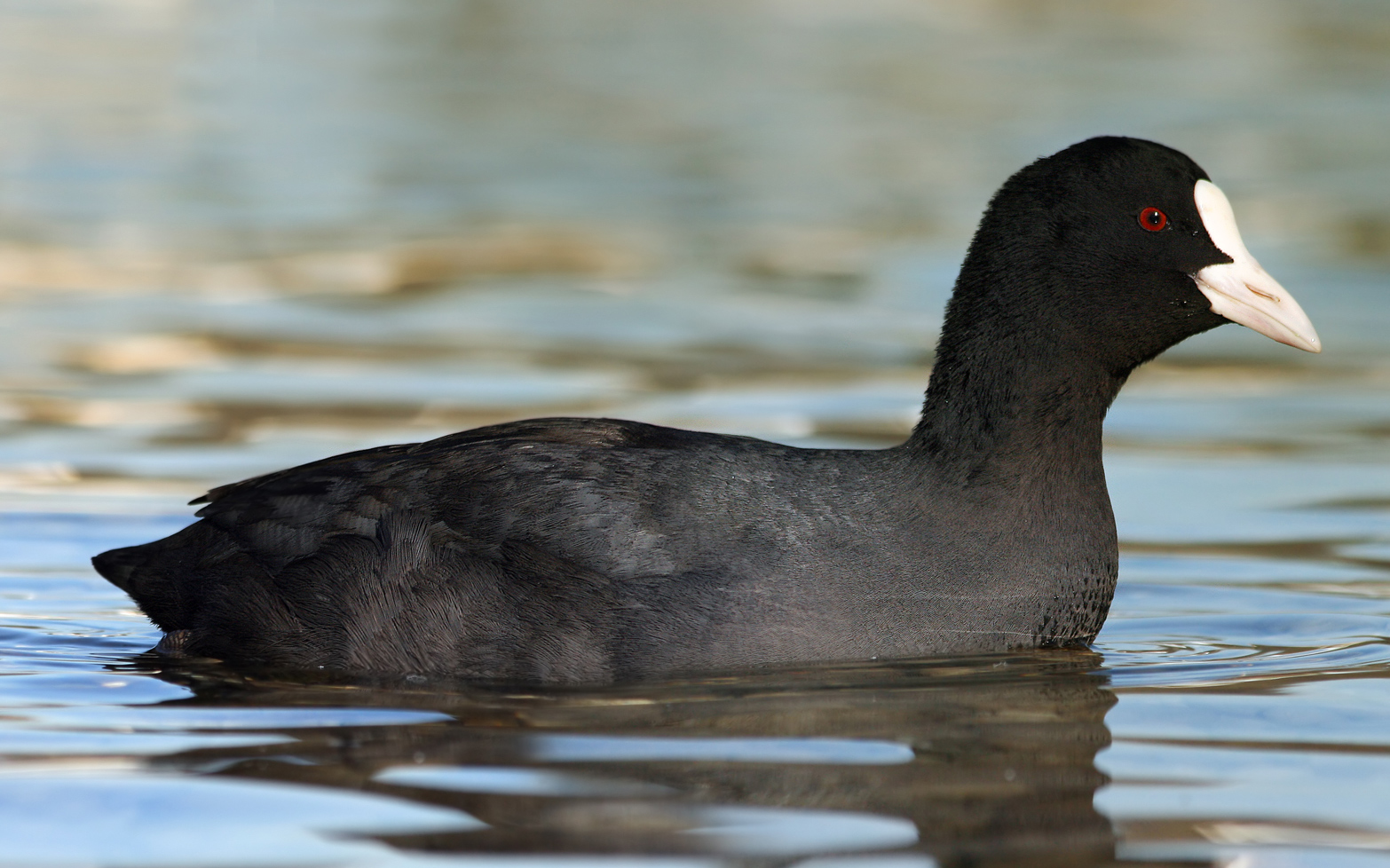
Beim Schwimmen liegt das Blässhuhn relativ hoch im Wasser.

Das Blässhuhn (Fulica atra) ist eine mittelgroße Vogelart der Gattung der Blässhühner (Fulica) aus der Familie der Rallen (Rallidae), die als einer der häufigsten Wasservögel bevorzugt auf nährstoffreichen Gewässern anzutreffen ist. Die Art ist über große Teile Eurasiens verbreitet und kommt darüber hinaus in Australasien vor.

## Synonyme Trivialnamen, andere Schreibweisen, Speisevogel
Die Art wird bisweilen auch Blässralle genannt, um auf die korrekte taxonomische Einordnung hinzuweisen. Gebräuchlich ist auch die Schreibweise mit e (Blesshuhn, Blessralle).
Weitere synonyme Trivialnamen sind
- modernen Wörterbüchern zufolge Wasserhuhn[5][6][7][8] – vor längerer Zeit wurde diese Bezeichnung auch für andere Taxa verwendet,[9]
- Lietze früher in Berlin,[10]
- Belchen am Bodensee,
- Taucherli oder Bucheli in der Deutschschweiz,
- Daucherle oder Taucherle in Oberschwaben bzw. im Bodenseealemannischen,
- Duckente,[11][12] insbesondere wenn es um die Zubereitung als Speise geht,[13][14]
- Zappe im Plattdeutschen.[15]

## Beschreibung
Das Blässhuhn ist eine mit 36 bis 42 cm Körperlänge mittelgroße, rundliche Ralle, die meist entenartig schwimmend auf dem Wasser anzutreffen ist und dabei relativ hoch im Wasser liegt. Der Kopf ist relativ klein, der Schwanz kurz. Der etwa 30 mm lange, weiße oder leicht rosa getönte Schnabel ist spitz mit gebogenem Oberschnabelfirst und kräftiger Basis. Die namensgebende Blesse ist ein leuchtend weißer Hornschild über dem Schnabel, der die Stirn bedeckt und individuell, altersmäßig und bei den Geschlechtern in der Größe variiert. Er ist mit 14 bis 30 mm Länge meist etwas kürzer als der Schnabel und zwischen 6 und 19 mm breit. Betrachtet man den Kopf im Profil, bildet die Einbuchtung zwischen Oberschnabel und Schild im Unterschied zu anderen Arten wie dem Kammblässhuhn einen spitzen Winkel (siehe Porträt in der Bildergalerie unten). Die Füße sind kräftig und die langen Zehen mit Schwimmlappen versehen. Die Iris ist rot bis dunkel braunrot gefärbt. Die Geschlechter unterscheiden sich im Gefieder nicht. Männchen haben meist einen größeren Stirnschild als Weibchen, was aber aufgrund der individuellen Variation kein sicheres Unterscheidungsmerkmal ist. Stehen beide nebeneinander, ist ein leichter Größenunterschied bemerkbar. Weibchen wiegen durchschnittlich etwa um 700 g, Männchen etwa um 900 g.

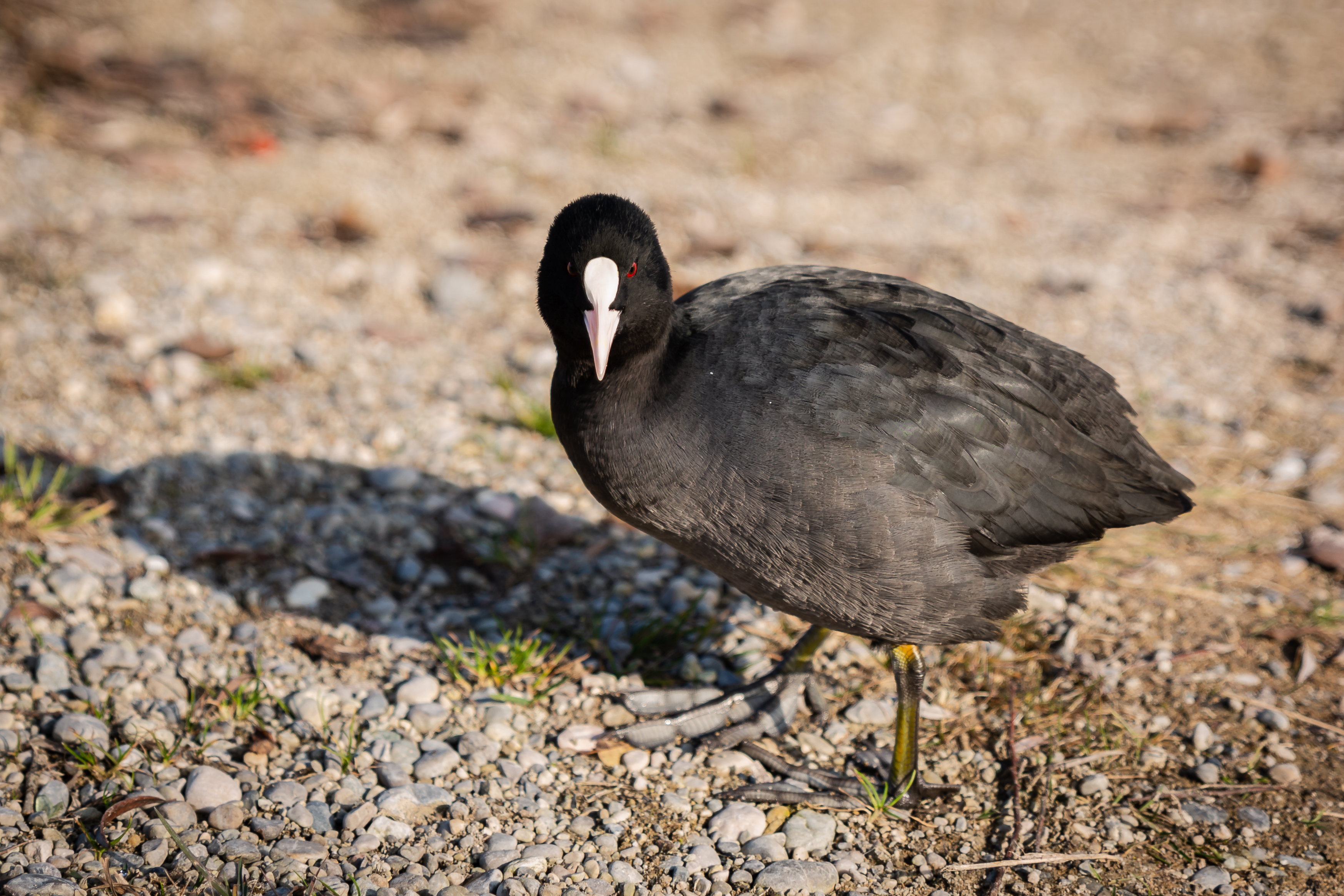
Die Blesse

Adulte Vögel zeigen auf dem Rücken ein schiefergraues bis schwärzliches Gefieder, das bräunlich bis olivfarben schimmert. Kehle und unterer Hals sind dunkler, der Kopf und der Hals samtschwarz. Die Unterseite ist grau bis graubraun. An Brust und Bauch finden sich sehr feine (im Feld nicht sichtbare) weißliche Spitzensäume. Die braunschwarzen Handschwingen tragen weißliche Spitzen, die äußerste einen feinen weißen Außensaum. Das Flügelgefieder ist überwiegend schwärzlich gefärbt. Auf den inneren Armdecken findet sich eine olivbraune Tönung, am Flügelvorderrand ein weißer Saum und – ein Merkmal, das im Flug erkennbar ist – am Hinterrand des Armflügels ein weißer Rand. Die Unterflügeldecken sind grau bis hellgrau und zeigen im Bereich des Handflügels weiße Spitzen. Die Steuerfedern sind braunschwarz. Die Läufe sind hell aschgrau, blass grünlich gelb oder grellgelb gefärbt. Das Fersengelenk wird mit zunehmendem Alter kräftiger goldlackbraun. Die Zehen und Schwimmlappen sind bleich olivfarben mit schmutzig blaugrünen Gelenken. Die Lappenränder sind bleigrau bis schwärzlich.

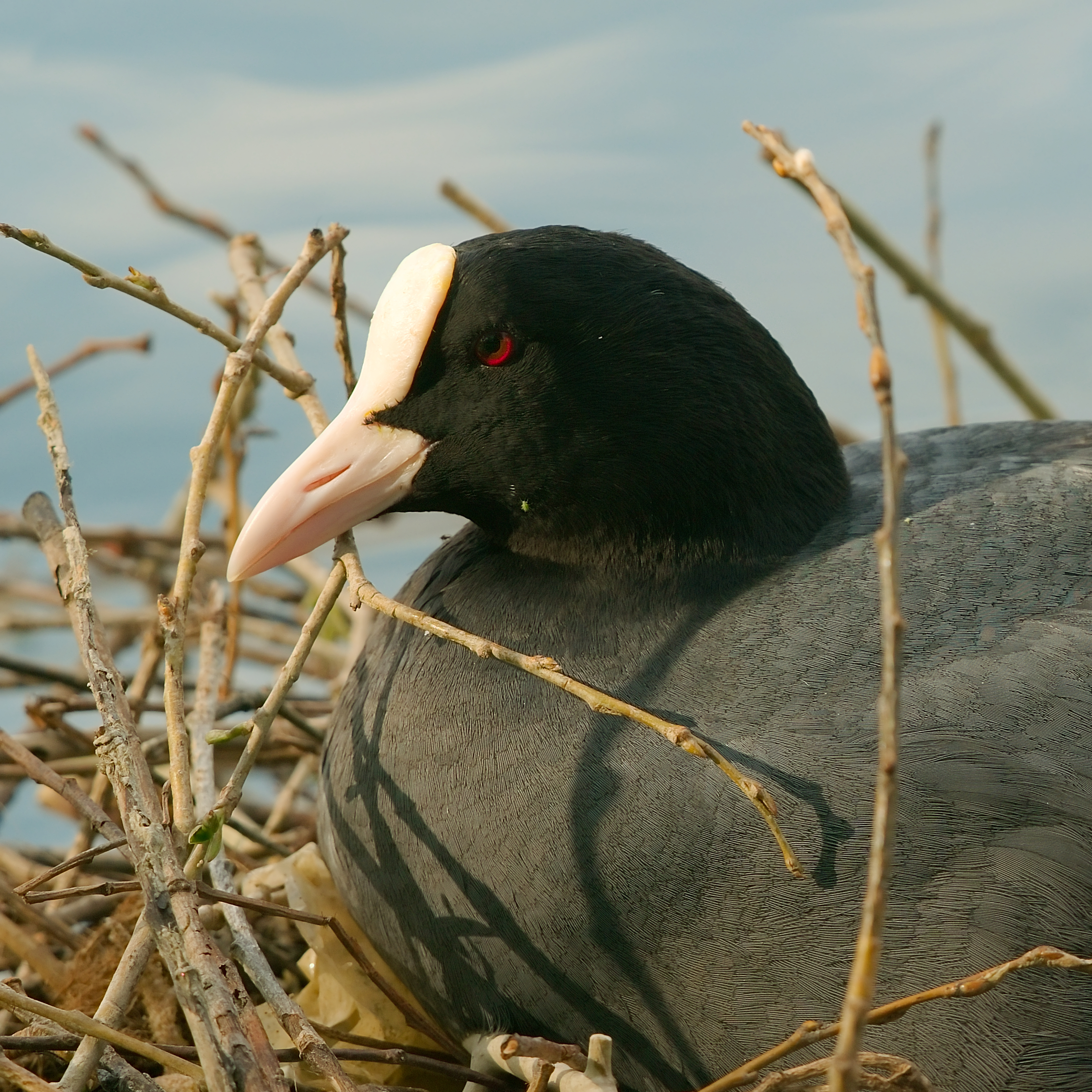
Kopfporträt
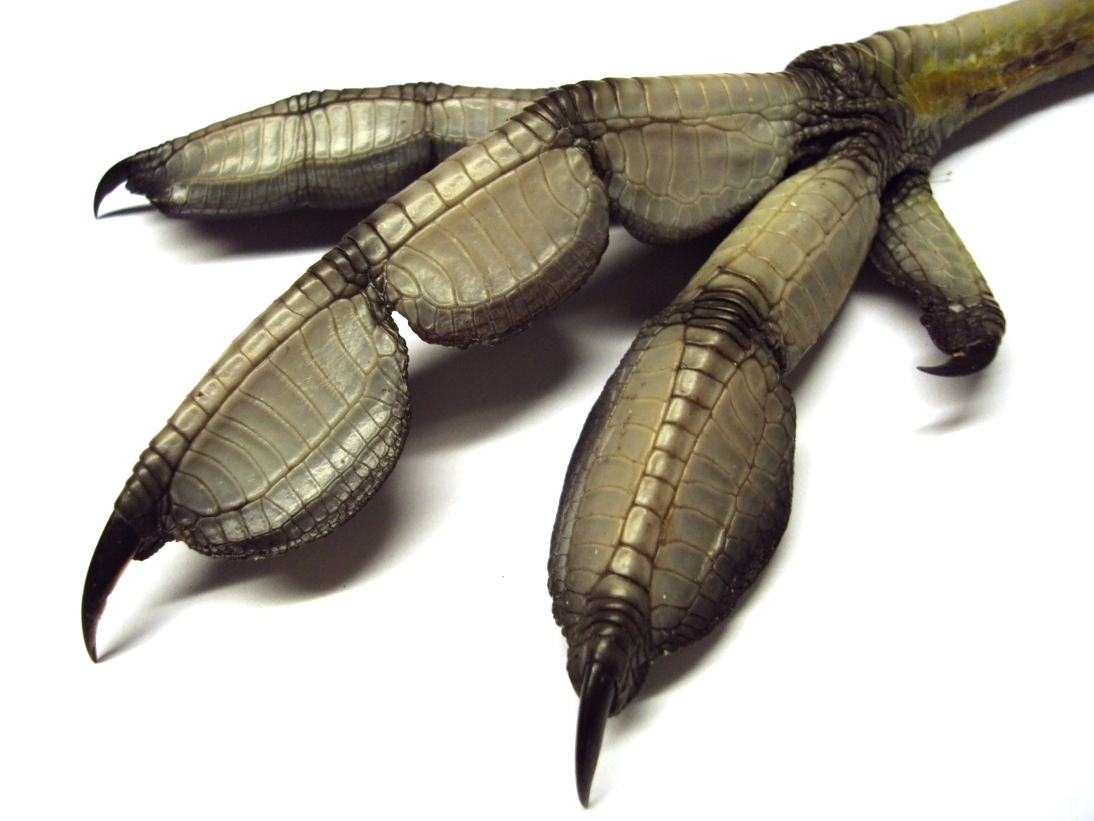
Zehen mit Schwimmlappen
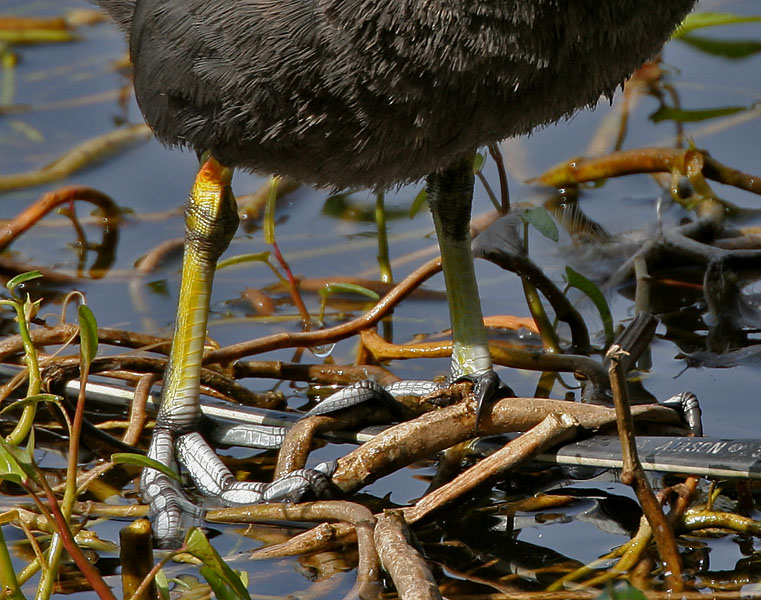
Beinfärbung
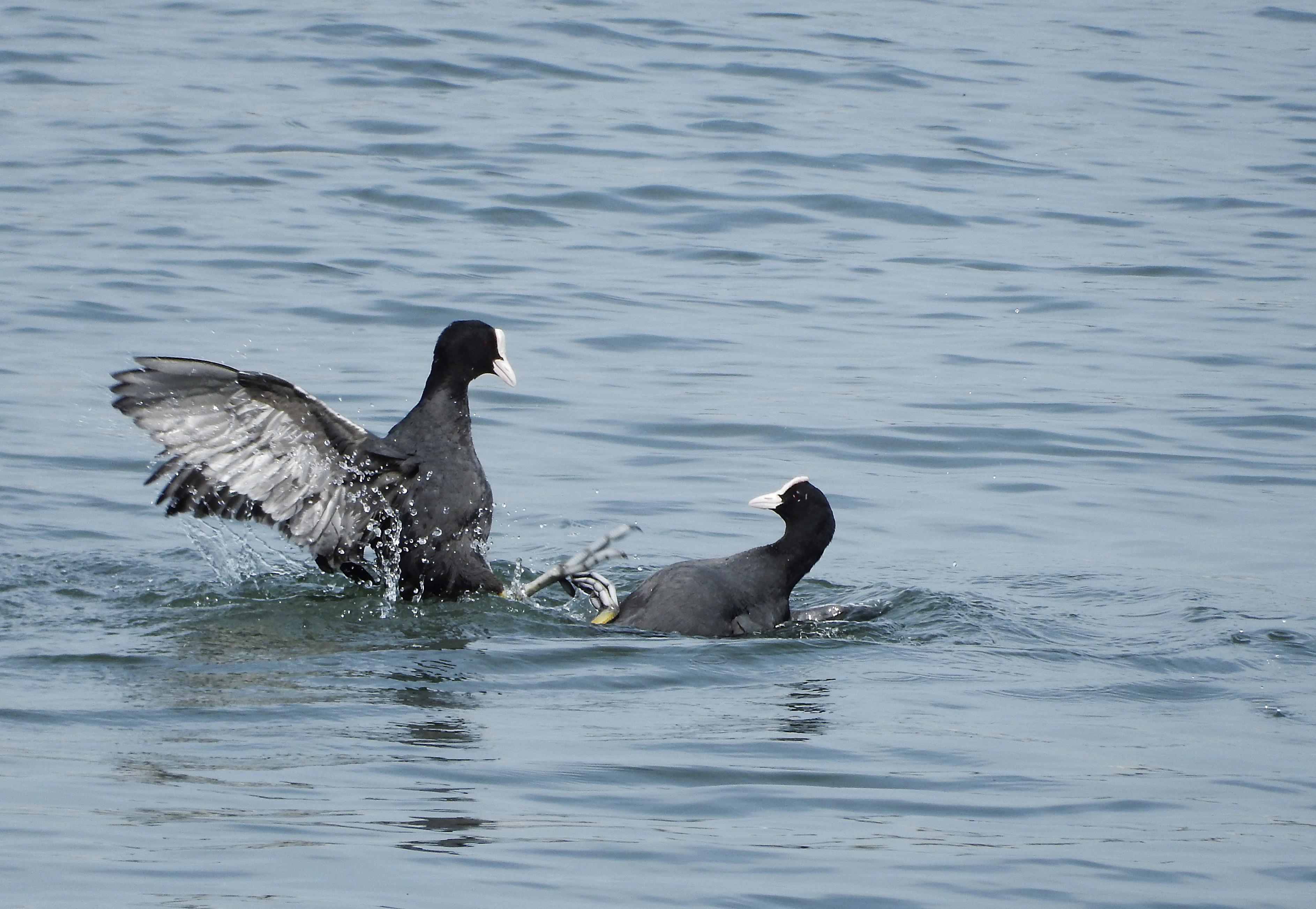
Revierstreitigkeit und Flügelfärbung
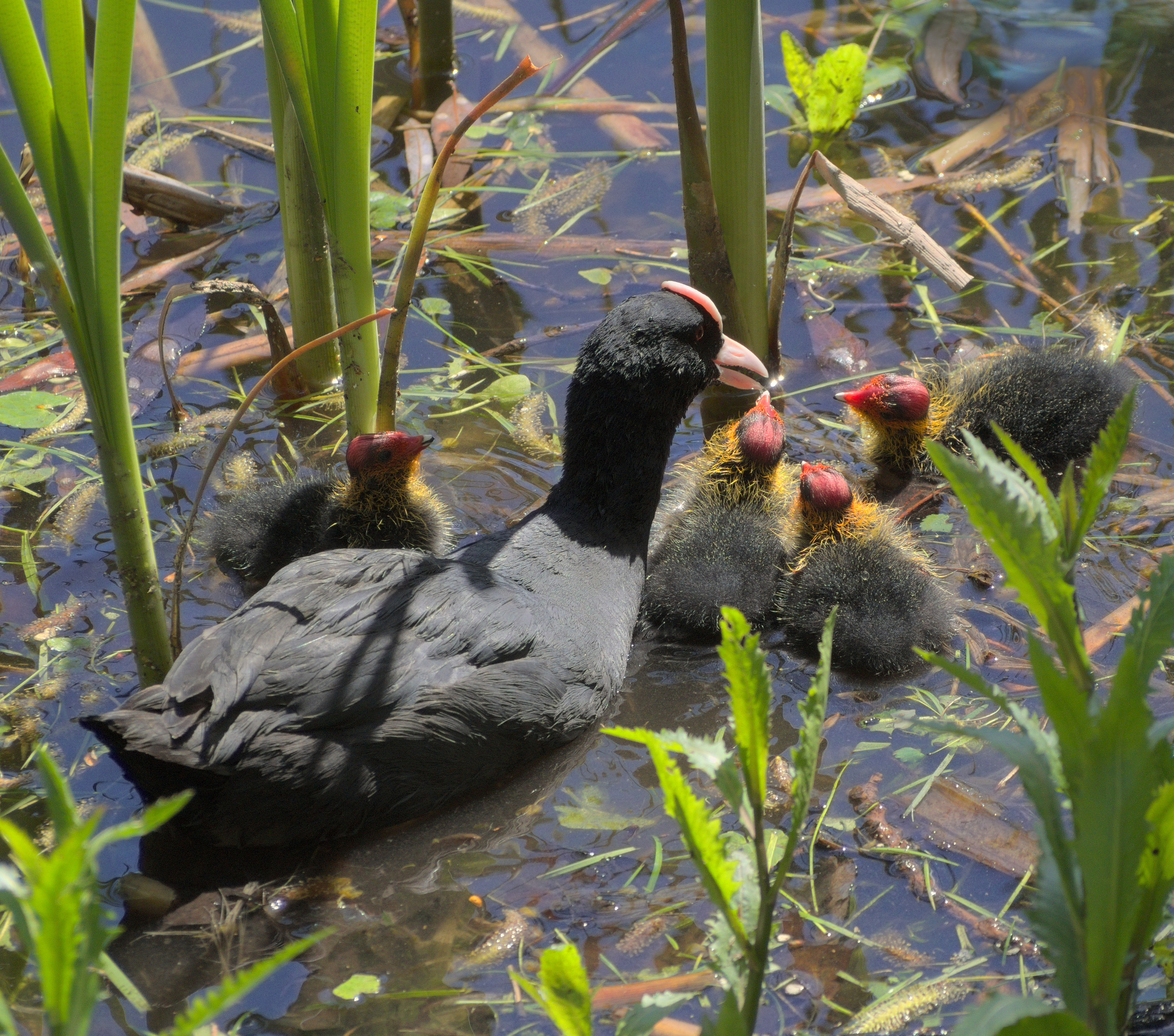
Mit Küken
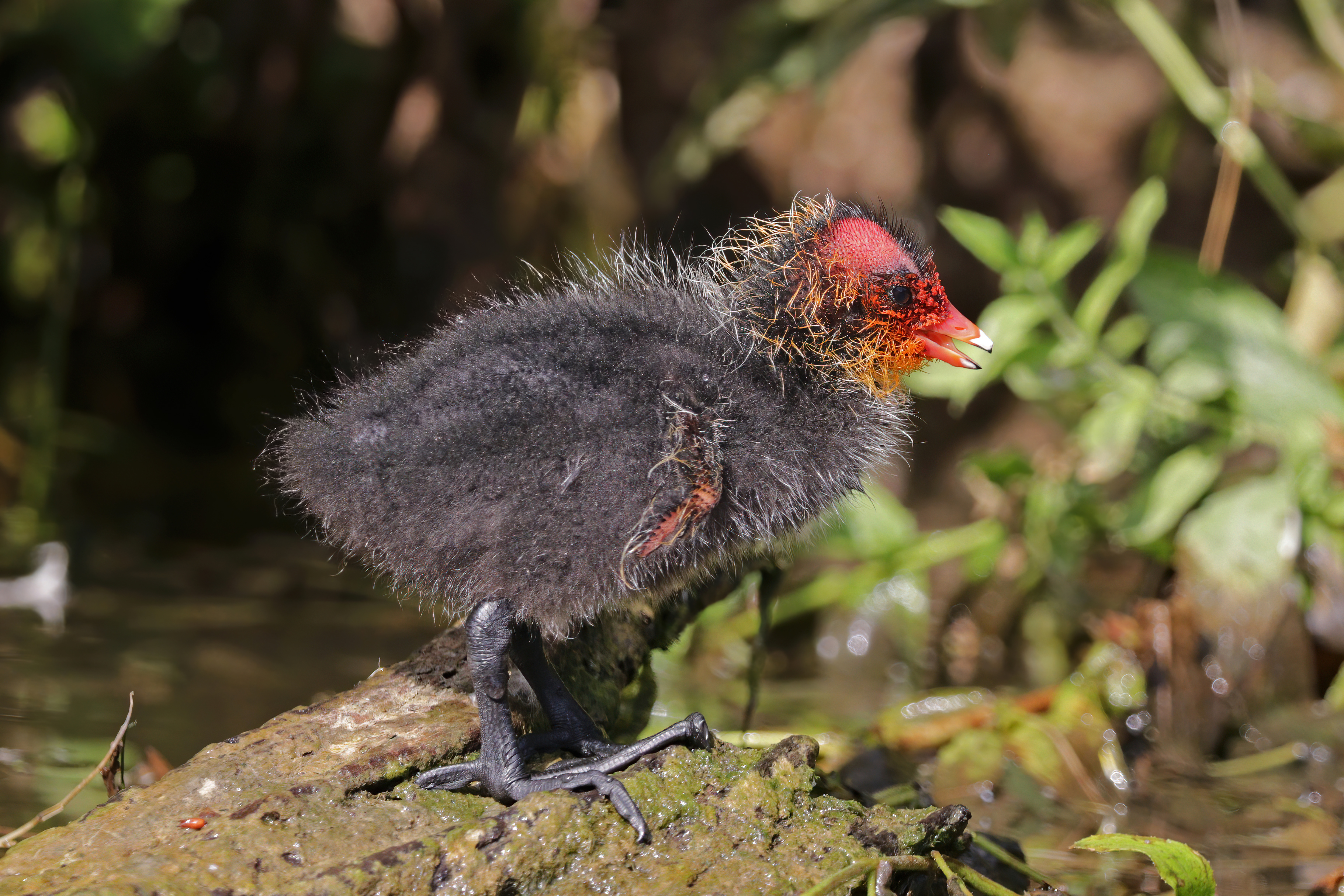
Küken

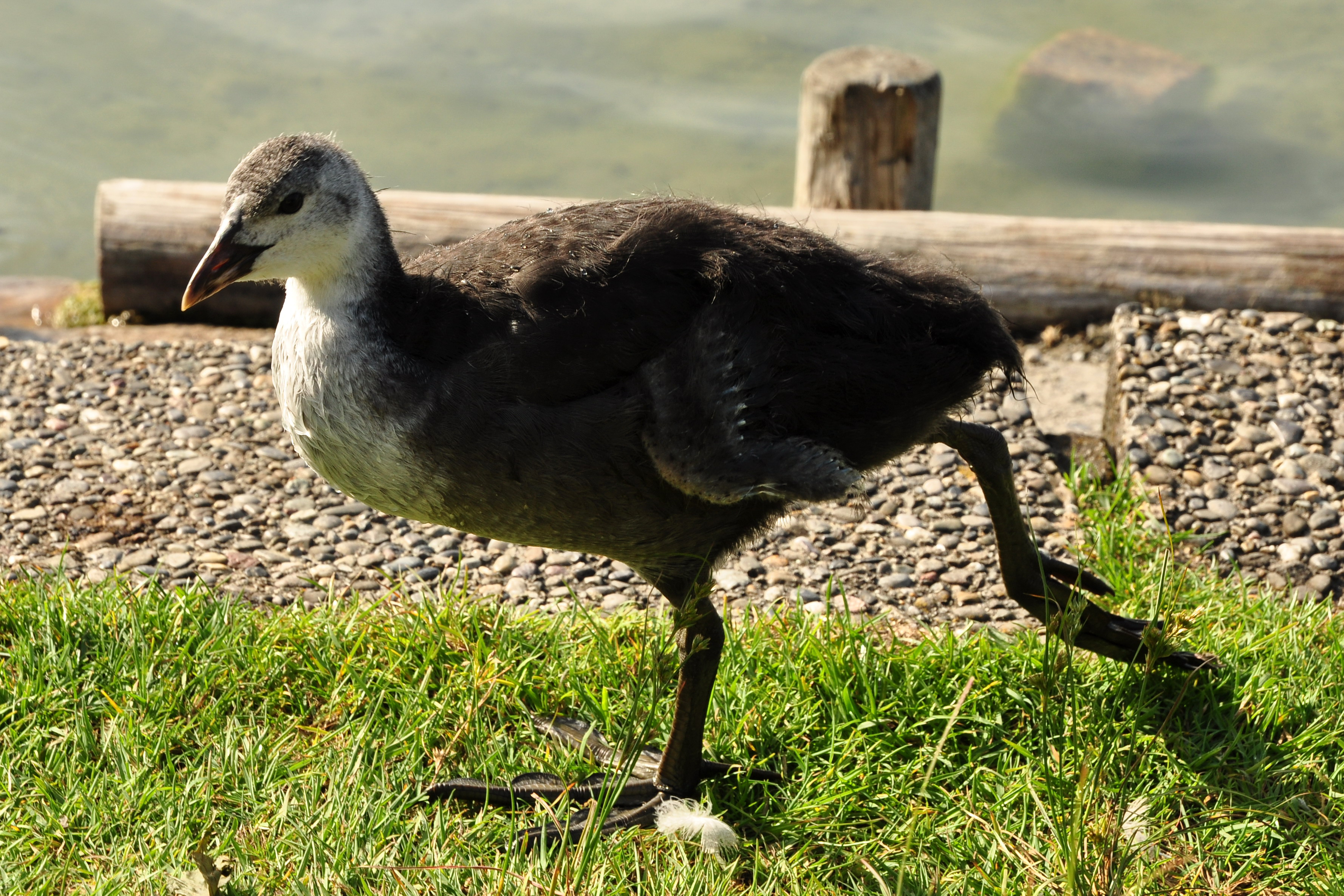
Vogel im Jugendkleid

Im Jugendkleid ist die Oberseite braunschwarz. Die Kopfseiten sind fleckig grauweiß. Manchmal ist ein Überaugenstreif angedeutet, mehr oder weniger ausgedehnt stehen die dunklen Ohrdecken im weißlichen Wangenbereich. Die Partie zwischen Oberschnabel und Auge, die Kehle, der untere Hals und die Brust sind schmutzig weiß. Stellenweise können die bräunlichen Federbasen durchscheinen. Die Unterseite ist dunkel braungrau mit kaum sichtbaren weißlichen Federsäumen. Schwingen und Steuerfedern sind bereits wie bei adulten Vögeln gefärbt.
Diesjährige Vögel sind bis in den Spätherbst am kleineren Hornschild zu unterscheiden. Oft zeigen sie einen grauen Lauf mit allenfalls angedeuteter Grünfärbung, was aber kein sicheres Altersmerkmal ist.

## Stimme
Wenn die stimmlichen Äußerungen des Blässhuhns auch teils sehr unterschiedlich und vielfältig wirken, leiten sie sich doch oft aus den gleichen Rufen ab, die je nach Erregungsgrad weicher und sanfter oder aber kräftiger und höher vorgetragen werden. In letzterem Fall klingen sie häufig krächzend bis kranichartig trompetend oder hoch kieksend. Alle Rufe werden auch in unterschiedlichen Abständen und Geschwindigkeiten gereiht. Die Rufe von Weibchen und Männchen unterscheiden sich deutlich. Der typische Blässhuhnruf, ein krächzendes, aber etwas melodisches krök, stammt vom Weibchen. Es kann in geringerer Intensität, beispielsweise beim Locken der Jungvögel, wesentlich weicher bis hin zu einem tiefen u-Laut klingen, aber auch bei Erregung zu einem lauten „Trompeten“ werden. Die Rufe des Männchens sind hingegen stimmloser und schnalzend und werden recht treffend mit dem Knallen eines Sektkorkens verglichen. Sie können sich bei Erregung und als Warnruf zu einem sehr hohen und teils schrillen pix wandeln.
Von ziehenden Blässhühnern sind nachts vor allem im Frühjahr und Herbst hohe, oft zweisilbige Rufe zu vernehmen.
Als Bettelrufe der Jungen sind ein raues pwieb sowie verschiedene fiepende Laute zu hören, außerdem ein weiches füid.

## Verbreitung und Unterarten
Die Brutverbreitung des Blässhuhns erstreckt sich durch große Teile der Paläarktis, umfasst den Indischen Subkontinent und große Teile Australasiens.
In Europa fehlt die Art in großen Teilen Fennoskandinaviens, wo sich die Verbreitung auf den Süden beschränkt. In Norwegen reicht sie bis Hedmark und Hordaland, an der Atlantikküste zergliedert etwa bis zum Trondheimfjord, in Schweden im Inland etwa auf die Höhe von Dalarna und an der Küste – wie auch Finnland – bis zum Nordrand der Ostsee. In Russland verläuft die Nordgrenze etwas weiter südlich bei ungefähr 61° N. Auf Island und den Azoren brütet die Art nur gelegentlich. Im Norden der Britischen Inseln und in den Gebirgen des Mittelmeerraums ist die Verbreitung nur lückenhaft. Südlich des Mittelmeerraums reicht sie bis in den Maghreb und zu den Kanaren.
In Asien verläuft die Nordgrenze des Areals in einem Bogen, der im Ural bei 57° N seinen südlichsten Punkt erreicht und durch Westsibirien wieder langsam seinem nördlichsten Punkt bei 64° N an der Mündung des Aldan in die Lena entgegenstrebt. Am Ostrand des Areals reicht die Verbreitung vermutlich nur etwa bis 54° N am Südrand des Ochotskischen Meeres; hier brütet die Art ostwärts noch bis Sachalin, Hokkaidō und südwärts bis in den Norden Honshūs. Auf dem Kontinent reicht die Verbreitung südostwärts bis Westchina und Korea. Während die Art im innerasiatischen Hochland und am Oberlauf des Gelben Flusses fehlt, besiedelt sie große Teile des Indischen Subkontinents und Sri Lanka. Westwärts reicht das Areal dann in den Westen und Norden Irans sowie sehr zerstreut zum Persischen Golf, zum Nildelta und über Teile Kleinasiens.

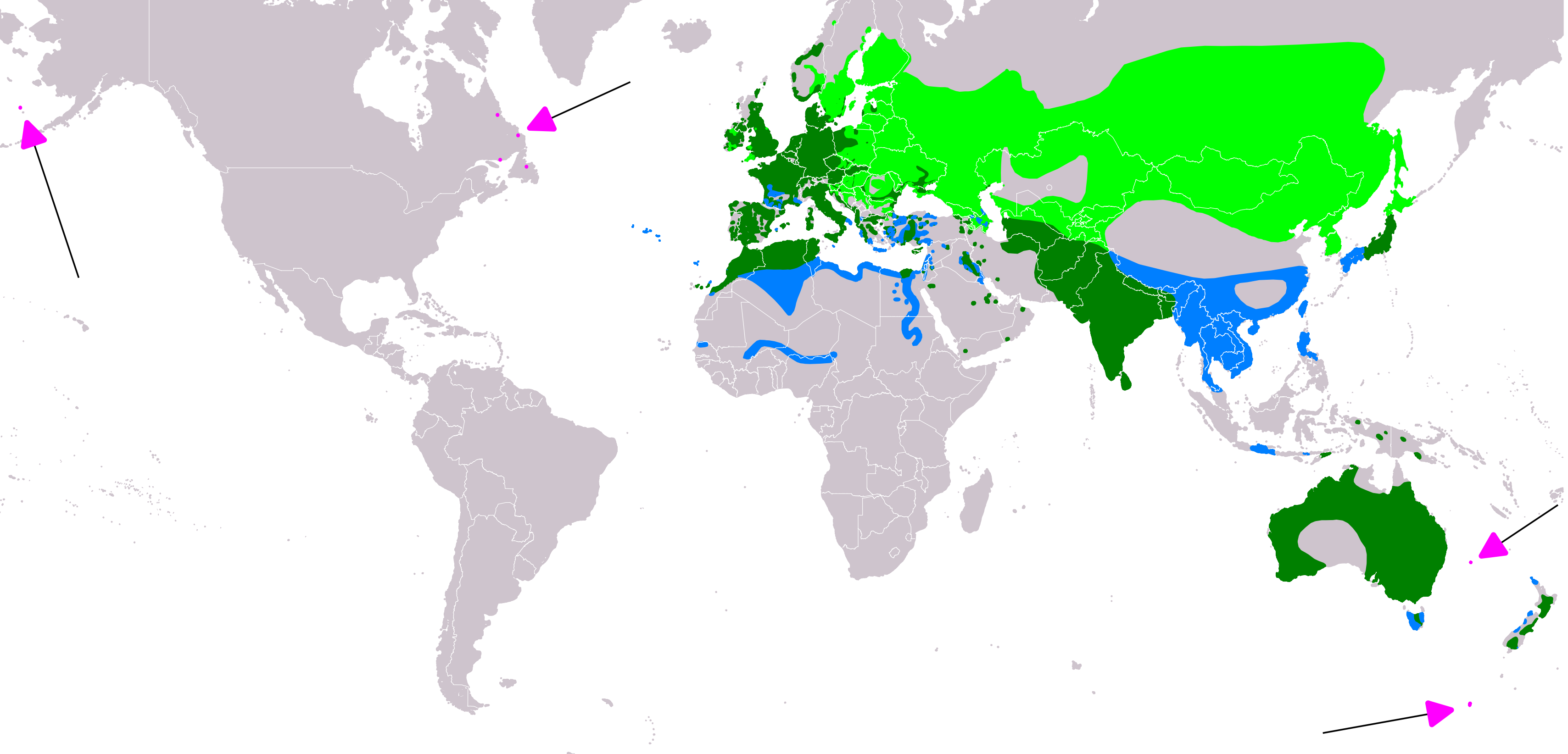
Verbreitung des Blässhuhns:
Brutgebiete
Ganzjähriges Vorkommen
Überwinterungsgebiete
Streifzüge (Saisonalität unsicher)

Neben der Nominatform werden drei weitere Unterarten anerkannt, die Australasien besiedeln.
- F. a. atra Linnaeus, 1758 – Nominatform, Eurasien und Nordafrika (siehe oben)
- F. a. lugubris S. Müller, 1847 – nordwestliches Neuguinea und östliches Java (hier möglicherweise ausgestorben)
- F. a. novaeguinea Rand, 1940 – mittleres Neuguinea
- F. a. australis Gould, 1845 – Australien, Tasmanien und Neuseeland

## Wanderungen
Das Zugverhalten des Blässhuhns variiert je nach geografischer Lage. Einige Populationen ziehen regelmäßig, andere sind Stand- oder Strichvögel. Die Art neigt zu Winterfluchten.
In Europa räumen die ostmitteleuropäischen, baltischen, fennoskandischen und nordrussischen Vögel größtenteils zum Winter hin ihre Brutgebiete und ziehen südwestwärts, wobei die Zugstrecken unterschiedlich lang sein können. Ab Dänemark und Ostdeutschland nimmt der Anteil der Standvögel nach Süden und Westen hin zu. Ein Teil zieht jedoch süd- oder westwärts, um entlang der Küsten bis Frankreich und zu den Britischen Inseln zu überwintern. Winterfluchten, die teils über große Strecken erfolgen, kommen bei allen mitteleuropäischen Vögeln vor. Die meisten Vögel des Mittelmeerraums und in Nordafrika sind Standvögel, aber auch bei diesen Populationen können Wanderungen festgestellt werden, die jedoch meist nicht gerichtet sind. In Asien sind die meisten Populationen nördlich und westlich des Hochlands von Tibet Zugvögel. Die Vögel Südasiens, Südjapans und des australasiatischen Raums sind Standvögel.
Die Überwinterungsgebiete erstrecken sich von den Britischen Inseln ostwärts bis Südskandinavien sowie südwärts bis Nordafrika und über den Mittelmeerraum in den Süden Russlands und den Nahen Osten. Zerstreut kommt die Art im Winter bis zu den Kanarischen Inseln und Madeira, bis zum Südrand der Sahara (beispielsweise Tschadsee oder Niltal südwärts bis Khartum) oder auf der Arabischen Halbinsel vor. In Asien reichen die Überwinterungsgebiete über den Indischen Subkontinent und Sri Lanka, bis auf die Malaiische Halbinsel und zu den Philippinen.
Bereits im Sommer lassen sich an günstigen Orten große Ansammlungen von Nichtbrütern feststellen, zu denen sich später auch diesjährige und Brutvögel nach abgeschlossenem Brutgeschäft hinzugesellen. Sie umfassen dann manchmal bis zu mehrere tausend Exemplare. Vermutlich handelt es sich teils um Ansammlungen mausernder Vögel. Diesjährige Vögel streifen im Sommer teils ungerichtet umher. Erste wirkliche Zugbewegungen gibt es ab Ende August oder Anfang September. Die meisten Vögel sind bis Oktober in die Winterquartiere abgewandert. Lokal zieht sich der Zug aber noch bis November hin. Ab Februar können die Brutgebiete bereits wieder besetzt werden, manchmal liegen die Erstankunftsdaten aber erst um Ende März. Der Heimzug hält in Mitteleuropa bis in den April an. In Skandinavien und Nordrussland treffen die ersten Vögel teils erst im Mai ein.

## Lebensraum

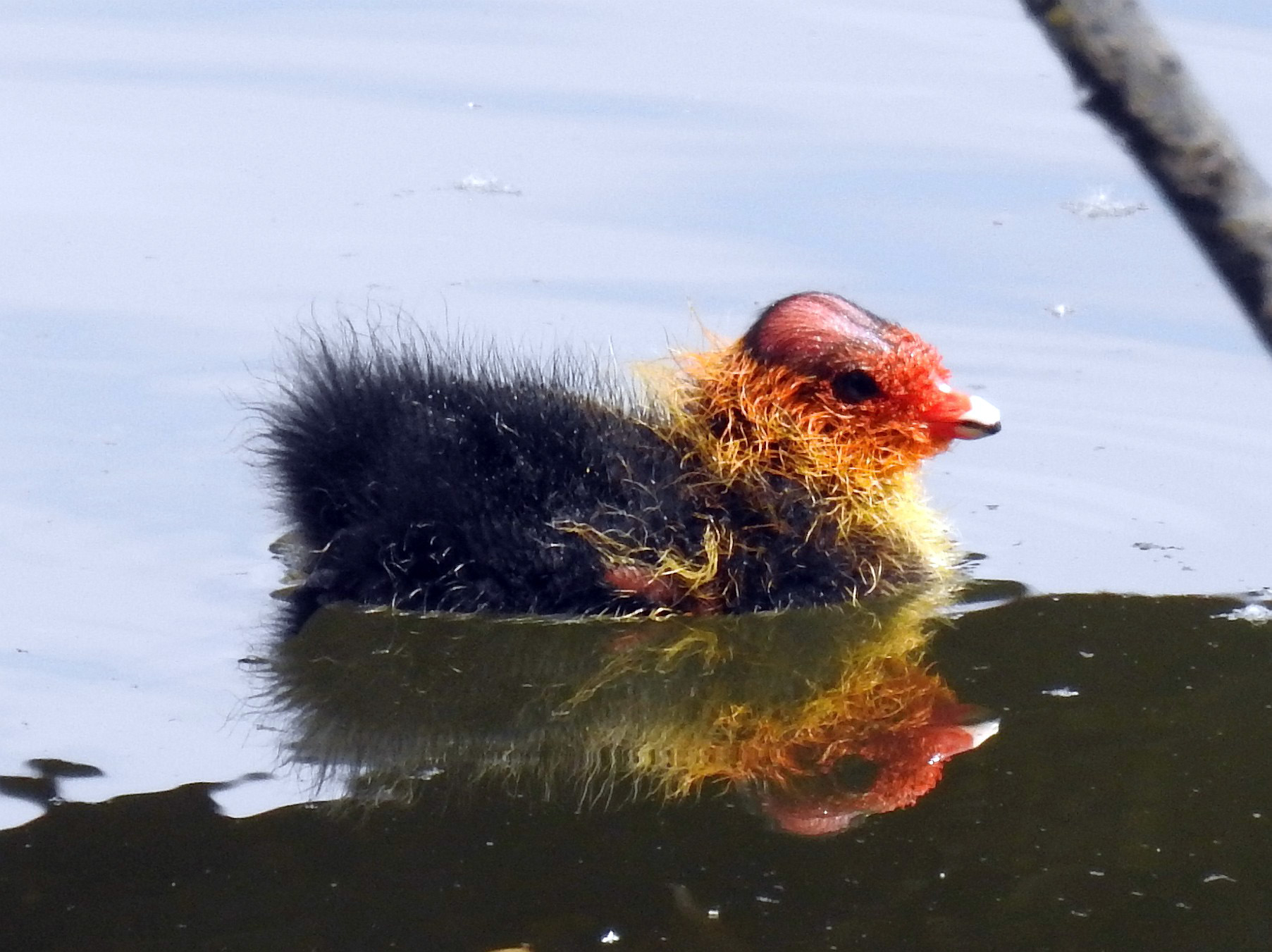
Küken im Wasser

Das Blässhuhn kommt als Brutvogel an stehenden oder langsam fließenden Gewässern vor, an denen flache Ufer und eine als Nistplatz geeignete Ufervegetation wie beispielsweise eine gut ausgeprägte Röhrichtzone oder ins Wasser ragende Gebüsche vorhanden sind. Optimalerweise sollte es neben flachen, krautigen Stellen auch offene Wasserflächen geben. Das Wasser muss einen hohen oder mittleren Nährstoffgehalt aufweisen. Besonders nährstoffarme Gewässer werden weitgehend gemieden – die Art fehlt daher oft an Bergseen. Während Brackwasserlagunen durchaus angenommen werden, brütet das Blässhuhn an der Meeresküste nicht.
Da die Größe des Gewässers eine untergeordnete Rolle spielt, findet man das Blässhuhn bisweilen auch an kleinen Waldtümpeln oder an Überschwemmungsflächen in Bruchwäldern. Auch in Bezug auf die Umgebung ist die Art tolerant. Sie kommt teils auch an Gewässern in geschlossenen Waldgebieten oder in ausgeräumter Landschaft vor. Bevorzugt wird aber ein Mosaik aus Röhrichten, feuchtem Grasland, kleinen Hügeln oder Inselchen und Gebüschen.
In Mitteleuropa brütet das Blässhuhn an eutrophen Flachwasserseen, Fisch- und Klärteichen, an verlandenden Moorstichen oder Entwässerungsgräben, Kiesgruben, Baggerseen und Rückhaltebecken, an langsam fließenden Flüssen und Altwässern. Auch im Siedlungsbereich ist es häufig zu finden, wo es beispielsweise an Teichen in Parks vorkommt.

## Ernährung

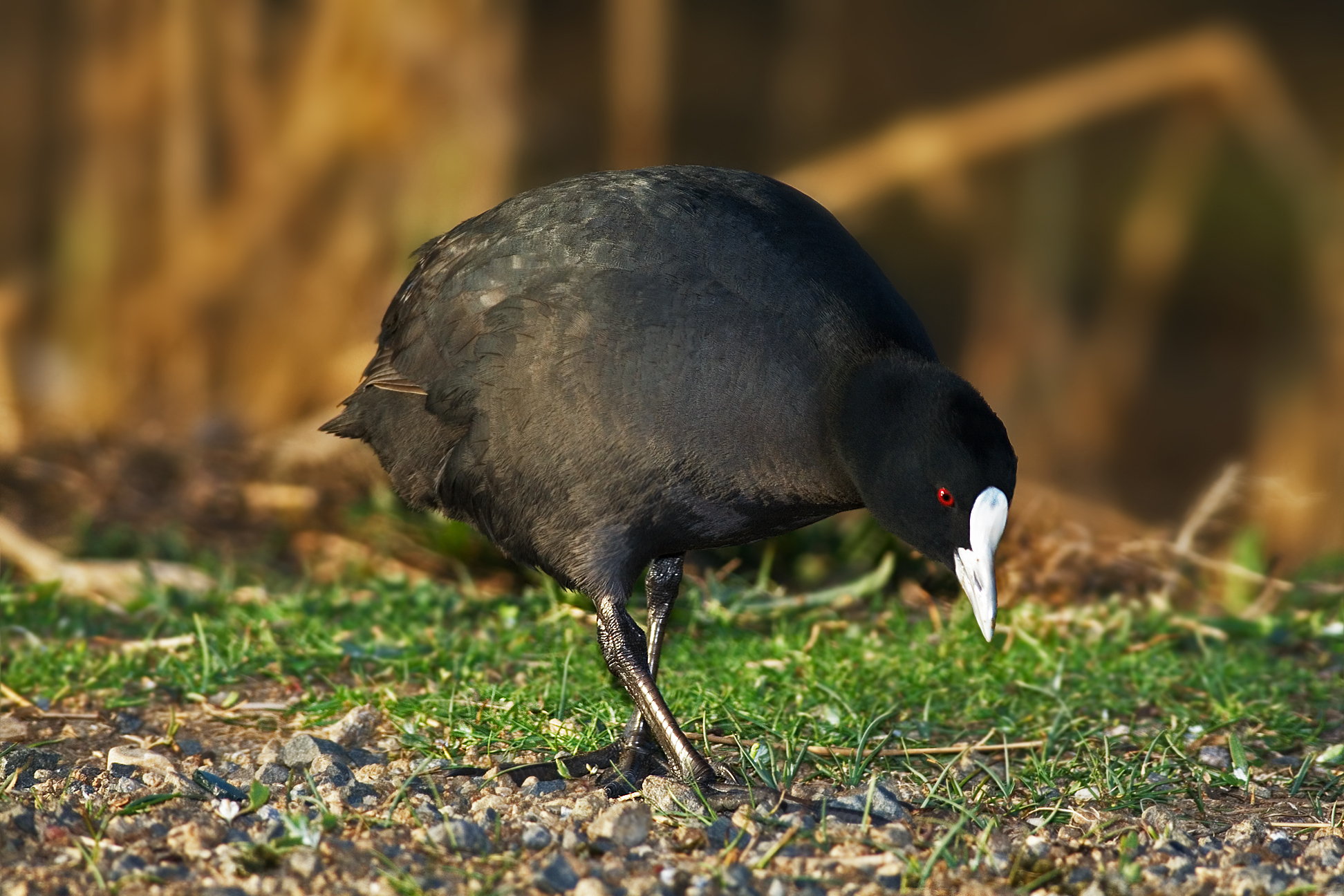
Blässhuhn beim Picken

Blässhühner sind Allesfresser, deren Nahrungszusammensetzung stark saisonal und regional variiert. Frische und faulende Pflanzenteile spielen eine erhebliche Rolle. Sie fressen außerdem Abfälle und Entenfutter, kleine Mollusken wie beispielsweise Wandermuscheln und Schnecken sowie Insekten und deren Larven. Auch kleine Fische werden gefressen. Während des Sommers fressen Blässhühner auch Schilf, das einen hohen Gehalt an Rohproteinen und Kohlenhydraten aufweist. Bei reiner Ernährung von Blättern und Trieben von Schilf benötigen Blässhühner täglich knapp ihr Körpergewicht. Bei sehr hoher Dichte an Blässhühnern kann es zu einer Übernutzung des Schilfgürtels kommen.
Untersuchungen in der Schweiz haben gezeigt, dass während des Winterhalbjahres bevorzugt Gras, Grünalgen sowie Wasserpflanzen wie Tausendblatt, Laichkräuter, Wasserpest und Flutender Wasserhahnenfuß als Nahrung eine Rolle spielen. Blässhühner auf der Havel in Berlin leben während des Winterhalbjahres überwiegend von Gras, Brotresten, Falllaub, Algen und an einigen Stellen überwiegend von Mollusken.
Auch kleinste Nahrungspartikel werden dabei mit seitlich gelegtem Kopf und Schnabel aufgelesen.
Im Pflanzengürtel der Verlandungszone finden Blässhühner ihre Nahrung durch Abreißen und Abzwicken von Halmen und Blättern sowohl über als auch knapp unter der Wasseroberfläche. Gras und Ähnliches suchen sie auf ufernahen Äckern und Wiesen. Sie tauchen und gründeln außerdem unter Wasser. Sie schmarotzen Nahrung besonders häufig bei Schwänen, aber auch bei Artgenossen und Enten. Zu den Vogelarten, die ihnen Nahrung stehlen, zählen Gründelenten, Möwen und Krähen.

## Fortpflanzung

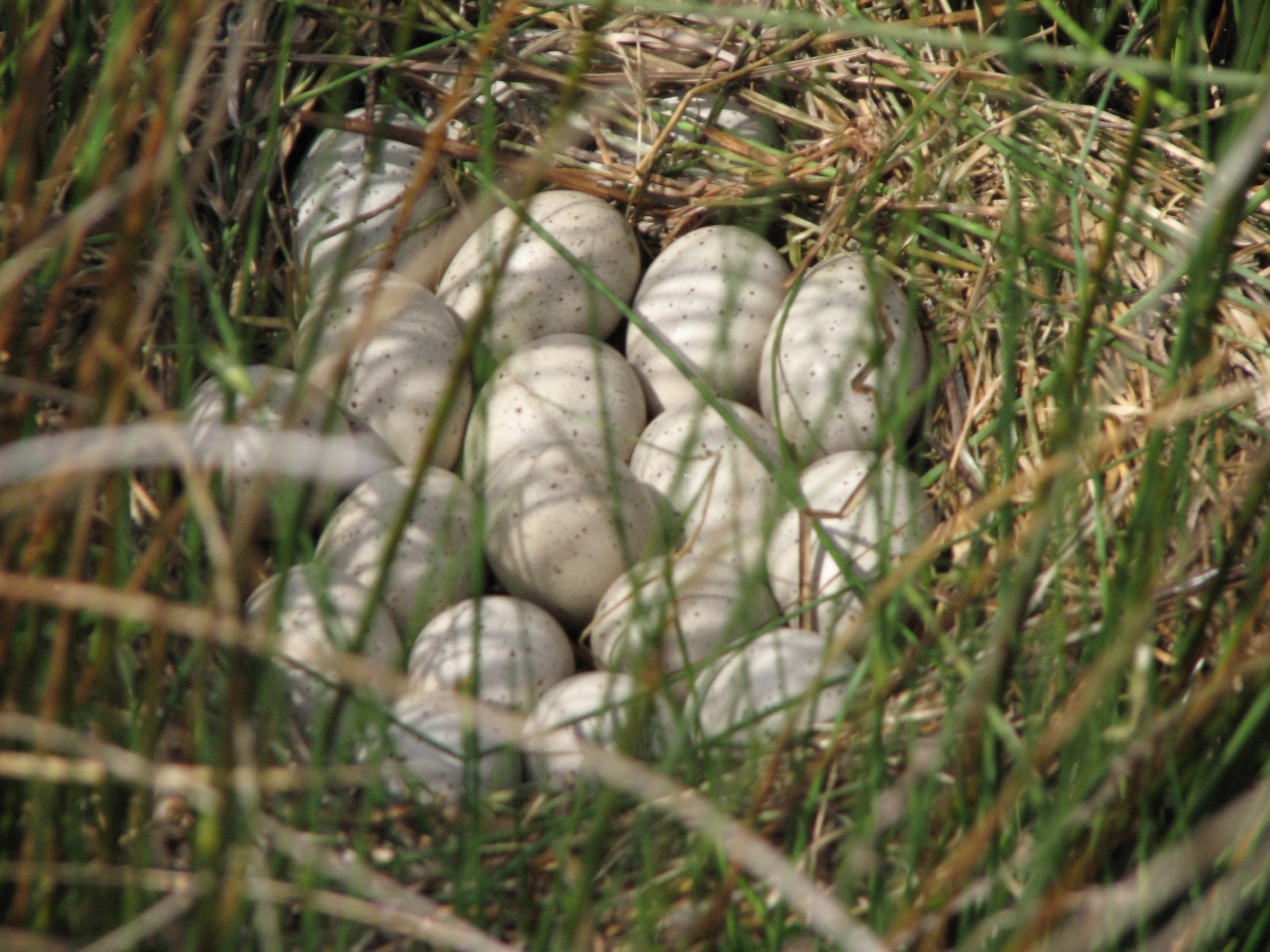
Gelege

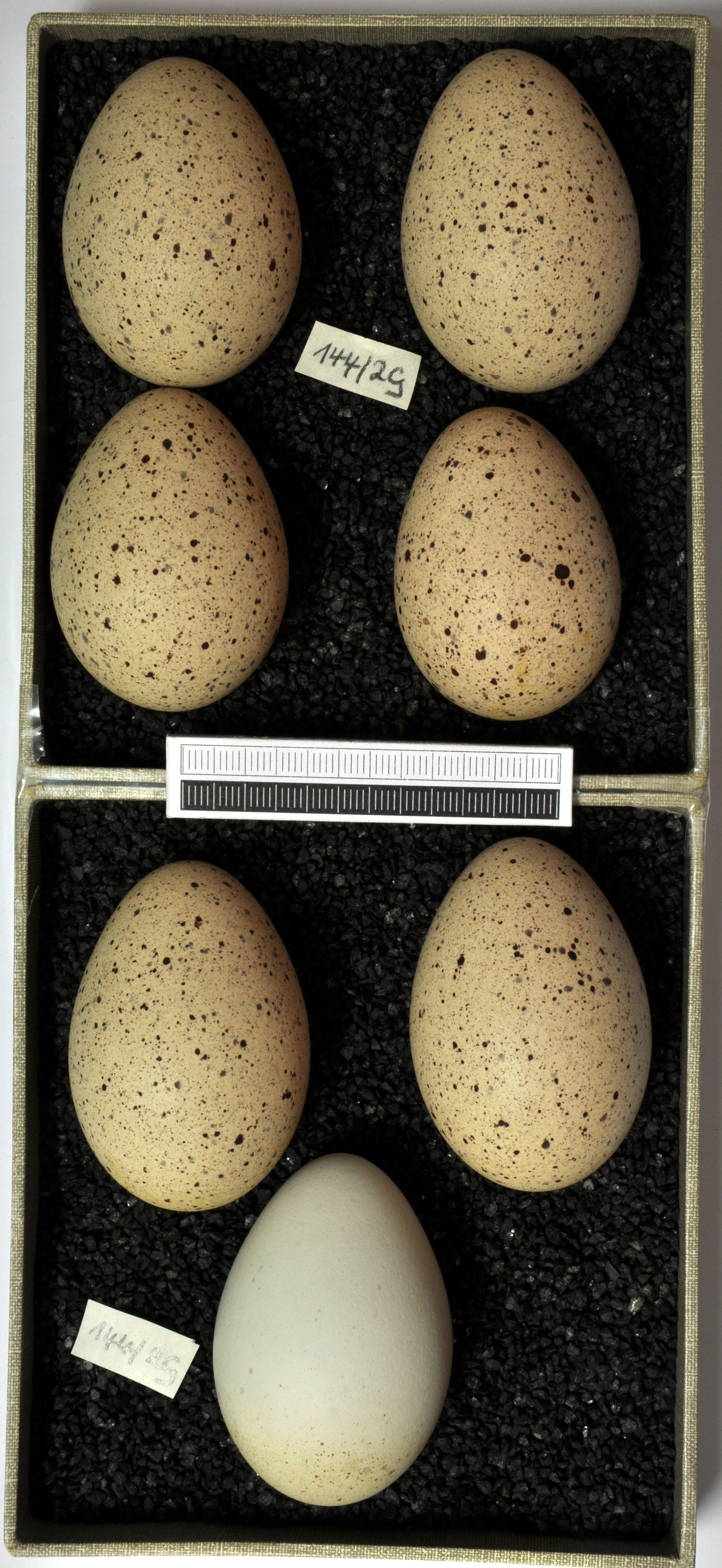
Gelege, Coll. Museum Wiesbaden

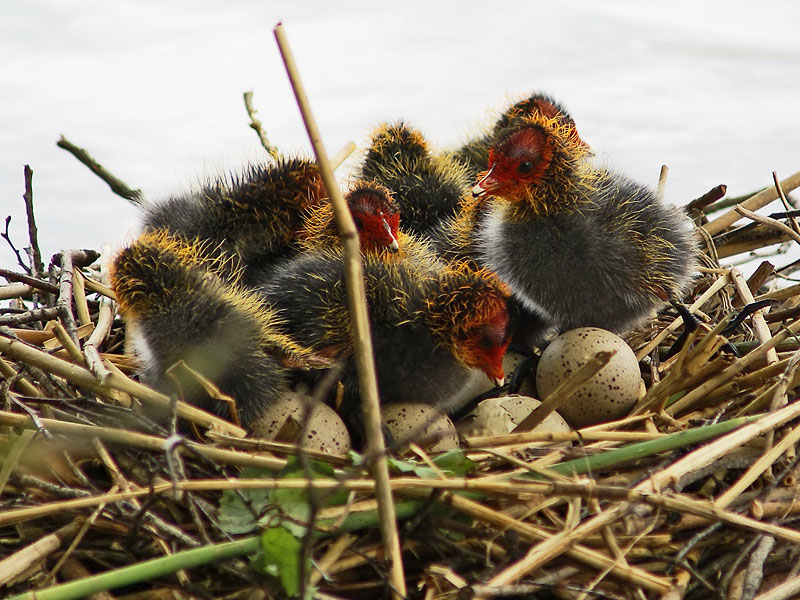
Küken

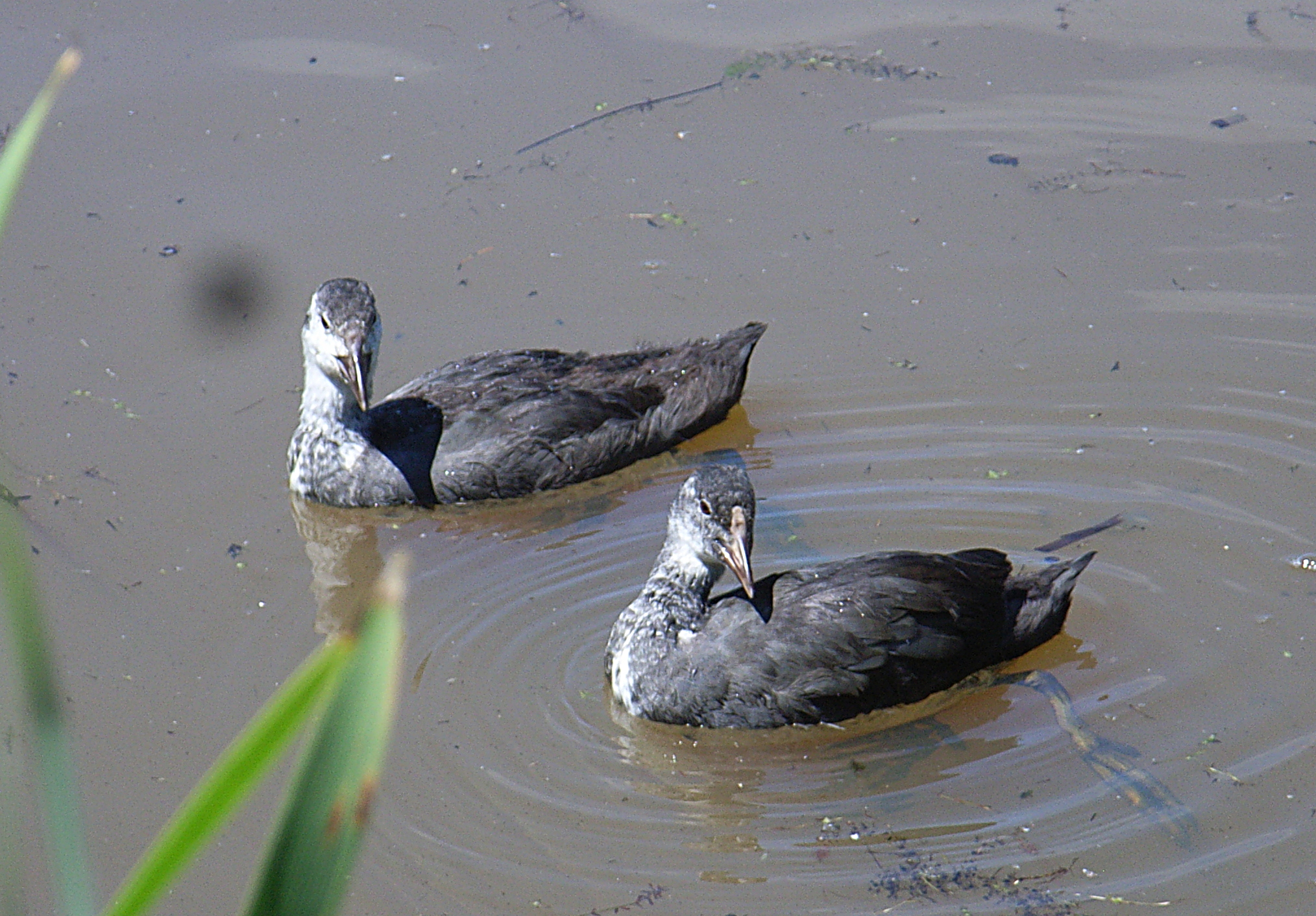
Jungvögel

Blässhühner werden im ersten Lebensjahr geschlechtsreif, brüten allerdings oft erstmals im dritten Kalenderjahr. Die Paare finden sich meist zu einer monogamen Saisonehe zusammen. Wiederverpaarungen in mehreren Folgejahren oder Paarzusammenhalt im Winterhalbjahr sind jedoch nicht ungewöhnlich. In der Regel gibt es eine Jahresbrut, häufig aber auch zwei. Vor allem bei erfahrenen Vögeln wurden auch drei und in seltenen Fällen vier nachgewiesen. Bei Gelegeverlust kann es bis zu fünf weitere Nachgelege geben.
Die Paarbildung erfolgt meist schon auf dem Zug, teils aber auch erst am Brutplatz. Reviere werden in Mitteleuropa teils schon im Winter verteidigt, meist aber erst zwischen Februar und Anfang März besetzt. Der Nestbau kann ab Februar beginnen. Die Legezeit beginnt frühestens ab Anfang März, liegt meist zwischen Anfang/Mitte April und Ende Juli und kann sich bis in den August hinein erstrecken. Ein Gipfel kann lokal oder von Jahr zu Jahr sehr unterschiedlich ausgeprägt sein. Im Westen des Verbreitungsgebiets liegt die Brutzeit bis zu einem Monat früher, im Norden und Osten bis zu einem Monat später.
Die Nistplatzwahl erfolgt vermutlich durch das Männchen, das oft erst an mehreren Stellen Nestunterlagen baut, bevor es sich für eine entscheidet. Meist befindet sich der Nistplatz gut gedeckt in der Ufervegetation in der Nähe des offenen Wassers, nicht selten kann er aber auch ganz frei stehen. Oft befindet sich das Nest in Röhrichten oder Seggenbeständen, häufig aber auch in Weidenbüschen oder herunterhängenden Ästen anderer Bäume. Der überwiegende Anteil der Nester befindet sich im Wasser – die meisten schwimmend, manche auf einer festen Unterlage. Die anderen Nester werden am Ufer oder auf Inseln auf festem Grund errichtet.
Das Nest ist ein umfangreicher Bau aus Pflanzenmaterial, das aus der näheren Umgebung herangetragen wird. Meist besteht es aus Halmen von Schilf, Rohrkolben, Teichsimsen oder anderen Uferpflanzen, bisweilen auch aus Zweigen oder Ästen. Seltener werden Blätter von Schwimmpflanzen verbaut. Das Nest kann je nach Standort sehr im Umfang variieren und in einen gröberen Unterbau und einen feineren Oberbau gegliedert sein. Der Außendurchmesser liegt meist zwischen 25 und 55 cm, die Höhe bei 8–28 cm. Die 16–30 cm breite und 3,5–10 cm tiefe Mulde wird mit feinerem Material, teilweise auch mit Gras oder Blättern ausgekleidet. Bisweilen führen eine oder mehrere breite „Rampen“ auf das Nest. Manchmal werden auch neben dem Nest emporwachsende Halme zu einer tunneligen Haube verflochten.
Beide Geschlechter bauen am Nest, jedoch oft in sehr unterschiedlichen Ausmaßen. Oft trägt das Männchen einen Großteil des Materials herbei, das vom Weibchen verbaut wird. Die Zeit, in der ein Nest fertiggestellt wird, variiert zwischen 1 und über 20 Tagen. Auch während der gesamten Brutzeit wird noch am Nest weitergebaut. Es kann sogar passieren, dass Eier mit eingebaut werden. Zusätzlich zum Brutnest baut das Männchen oft noch 1–2 Ruhenester.
Das Gelege besteht aus 5–10 glanzlosen oder schwach glänzenden Eiern von etwa 53 × 36 mm Größe, die auf beigem bis hellgrauem Grund fein rotbraun bis schwarz gepunktet sind. Gelege mit mehr als 14 Eiern stammen von mehreren Weibchen, kleinere Gelege von 3–4 Eiern treten oft bei Erstbruten auf.
Die Bebrütung beginnt mit dem dritten oder vierten Ei und dauert zwischen 19 und 24 Tage. Nachgelege werden oft von Anfang an bebrütet. Beide Eltern teilen sich das Brutgeschäft, wobei das Weibchen länger und öfter brütet. Bei Erstgelegen schlüpfen die Jungen recht synchron innerhalb von 2–5 Tagen, bei Nachgelegen im Abstand von 1 Tag.
Junge Blässhühner sind Nestflüchter, die bereits nach kurzer Zeit schwimmen können, die aber meist noch 2–4 Tage im Brutnest gehudert und gefüttert werden und noch etwa eine Woche dort schlafen. 4–5 Wochen werden die Jungen von den Eltern im Familienverband geführt und gefüttert. Dabei hält sich ein Teil der Jungen an den Vater, ein Teil an die Mutter. Diese kümmern sich jeweils nur um „ihren“ Teil. Das Männchen baut Ruhe- und Schlafnester für die Jungen, auf denen sie teils auch noch länger gehudert werden. Mit acht Wochen sind die Jungen flügge und selbstständig, bleiben aber oft noch lange im Revier.

## Mortalitätsursachen
Zu den natürlichen Ursachen, die einen Bestandsrückgang zur Folge haben, gehören Gelegeverluste durch starke Wasserstandsschwankungen, hohe Mortalitätsraten in extrem kalten Wintern und Massensterben durch Botulismus und Wurmbefall. Pestizidbelastungen und der Tod in Stellnetzen und Bisamrattenfallen zählen ebenfalls zu den wesentlichen Todesursachen.
Von den Jungvögeln sterben im 1. Lebensjahr zwischen 75 und 87 Prozent, von den zweijährigen Vögeln erleben 48 bis 72 Prozent nicht das nächste Lebensjahr. Das älteste beringte Exemplar, das bislang gefunden wurde, ist ein in Dänemark aufgefundenes Individuum, das 20 Jahre und sieben Monate alt wurde.

## Bestand
Der europäische Gesamtbestand wird auf 1,3 bis 2,3 Millionen Brutpaare geschätzt. Zu den europäischen Ländern mit jeweils mehr als 100.000 Brutpaaren gehören Russland, Polen, Deutschland, Niederlande, Ungarn, Rumänien und Frankreich. In Mitteleuropa ist das Blässhuhn weit verbreitet. Es kommt von Tieflagen bis in Höhenlagen von 1.400 Meter vor. Der mitteleuropäische Bestand wird auf 410.000 bis 750.000 Brutpaare geschätzt.
Grundsätzlich haben die europäischen Bestände von Blässhühnern in den letzten Jahrzehnten zugenommen. Die Art hat dabei von einer Eutrophierung von Gewässern, der Einwanderung der Dreikantmuschel Dreissena polymorpha, einer Verringerung des Jagddrucks in Mitteleuropa, der Schaffung neuer künstlicher Gewässer und der Zunahme von Winterfütterung profitiert. Parallel nutzt die Art auch zunehmend Gewässer in Städten und war in der Lage, auf Grund günstiger klimatischer Bedingungen das Areal in Nordeuropa deutlich auszuweiten. Diesem Trend steht eine regionale Abnahme gegenüber, die zum Teil sehr drastisch ist. In Baden-Württemberg sind die Bestände so stark zurückgegangen, dass die Art in die Rote Liste aufgenommen wurde. In Brandenburg kam es lokal zu Rückgängen der Brutbestände um mehr als fünfzig Prozent. In Ungarn, Tschechien und gebietsweise auch der Slowakei und Polen gab es seit den 1970er-Jahren zum Teil erhebliche Bestandseinbußen durch Lebensraumverluste. In Russland spielt beim Bestandsrückgang neben dem Lebensraumverlust auch eine intensive Bejagung eine Rolle.